# Christina Scull
Christina Scull (n. Bristol, Inglaterra; 6 de marzo de 1942) es una investigadora y escritora conocida principalmente por sus libros sobre la vida y el trabajo de J. R. R. Tolkien.

## Biografía
Scull trabajó para la Cámara de Comercio de Londres de 1961 a 1971 mientras completaba su título de Bachelor of Arts en historia del arte e historia medieval en el Birkbeck College. De 1971 a 1995 trabajó como bibliotecaria del Museo Soane de Londres.
Scull se casó con Wayne G. Hammond en 1994, y posteriormente ha colaborado con él en varios proyectos editoriales. En 1995 emigró a los Estados Unidos con su marido.

## Publicaciones

### Relacionadas con Tolkien
- 1995: J. R. R. Tolkien: artista e ilustrador, escrito con Wayne G. Hammond,
- 1998: Roverandom, cuento de Tolkien editado con Wayne G. Hammond,
- 2005: The Lord of the Rings: A Reader's Companion, escrito con Wayne G. Hammond,
- 2006: The J. R. R. Tolkien Companion and Guide, escrito con Wayne G. Hammond.

### Otras
- 1991: The Soane Hogarths

También ha escrito varios textos sobre los libros de Harry Potter, entre los que destacan las claves de Harry Potter para el libro 5.

## Premios
Scull es la segunda persona más laureada por la Mythopoeic Society, tras su marido pues ha recibido el Mythopoeic Scholarship Award a estudios sobre los Inklings en cuatro ocasiones, todas ellas en conjunto con Wayne G. Hammond:
- 1996, por J. R. R. Tolkien: artista e ilustrador;
- 2000, por la edición de Roverandom;
- 2006, por The Lord of the Rings: A Reader's Companion; y
- 2007, por The J. R. R. Tolkien Companion and Guide.